# Elecciones al Parlamento Europeo de 2019 (Eslovaquia)
Las elecciones al Parlamento Europeo de 2019 en Eslovaquia se llevaron a cabo el 25 de mayo de 2019, con el propósito de elegir a los 13 eurodiputados eslovacos del Parlamento Europeo. Esta cifra se incrementó a 14 tras concretarse la salida del Reino Unido de la Unión Europea.
Los eurodiputados eslovacos son elegidos por sufragio universal directo por ciudadanos eslovacos y ciudadanos de la UE que residen permanentemente en Eslovaquia y son mayores de 18 años.
La votación se lleva a cabo en un solo distrito electoral a nivel nacional, de acuerdo con el método de segunda vuelta instantánea. Los asientos se asignan a listas que superan el 5 % de los votos emitidos según la cuota Hagenbach-Bischoff.
Treinta y un partidos participaron en los comicios.

## Resultados
| Liste | Liste                                                | Grupo | Votos   | %     | Escaños |
| ----- | ---------------------------------------------------- | ----- | ------- | ----- | ------- |
|       | Eslovaquia Progresista (PS)                          | ALDE  | 198.255 | 20,11 | 2       |
|       | JUNTOS - Democracia Cívica (SPOLU)                   | PPE   | 198.255 | 20,11 | 2       |
|       | Dirección-Socialdemocracia (Smer)                    | S&D   | 154.996 | 15,72 | 3       |
|       | Kotleba - Partido Popular Nuestra Eslovaquia (L'SNS) |       | 118.995 | 12,07 | 2       |
|       | Movimiento Democrático Cristiano (KDH)               | PPE   | 95.588  | 9,69  | 2       |
|       | Libertad y Solidaridad (SaS)                         | ALDE  | 94.839  | 9,62  | 1       |
|       | Gente Común (OL'aNO)                                 | PPE   | 51.834  | 5,25  | 1       |
|       | Partido de la Comunidad Húngara (SMK-MKP)            | PPE   | 48.929  | 4,96  | -       |
|       | Partido Nacional Eslovaco (SNS)                      | -     | 40.330  | 4,09  | -       |
|       | Unión Cristiana (KU)                                 | -     | 37.974  | 3,85  | -       |
|       | Somos Familia (Sme Rodina)                           | ID    | 31.840  | 3,23  | -       |
|       | Most-Híd                                             | PPE   | 25.562  | 2,59  | -       |
|       | Democracia Cristiana - Vida y Prosperidad (KDŽP)     | -     | 20.374  | 2,06  | -       |
|       | Otros partidos                                       | -     | 66.164  | 6,71  | -       |
| Total | Total                                                | Total | 985.680 | 100   | 13      |